# Comuna Oleșa, Monastîrîska
Oleșa (în ucraineană Олеша) este o comună în raionul Monastîrîska, regiunea Ternopil, Ucraina, formată din satele Oleșa (reședința) și Savelivka.

## Demografie
Componența lingvistică a comunei Oleșa
     Ucraineană (99,35%)
     Alte limbi (0,65%)
Conform recensământului din 2001, majoritatea populației comunei Oleșa era vorbitoare de ucraineană (99,35%), existând în minoritate și vorbitori de alte limbi.